# Pontcallec-Verschwörung

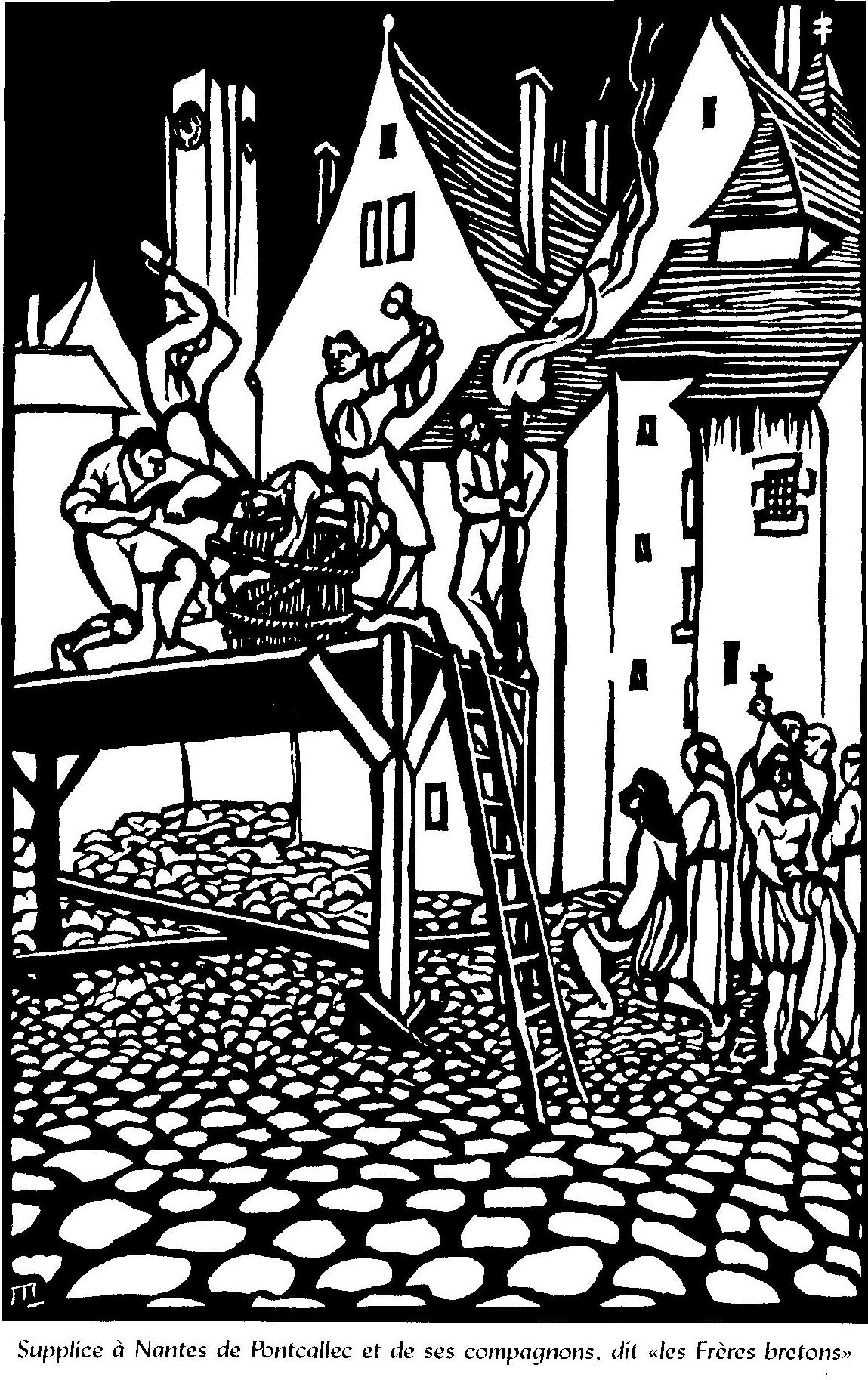
Hinrichtung der Verschwörer in Nantes (1720)

Die Pontcallec-Verschwörung war eine Verschwörung und ein mit der Verschwörung von Cellamare gekoppelter Aufstand von Teilen des bretonischen Adels, der sich hauptsächlich gegen die Steuerlasten des französischen Zentralstaats richtete. Er endete im Jahr 1720 mit der Hinrichtung einiger der Hauptverschwörer in Nantes, darunter des Namensgebers Marquis de Pontcallec (1670–1720).

## Geschichte
Der größte Teil des bretonischen Adels war verarmt, und das bretonische Parlament verweigerte im Jahr 1715 eine vom Regenten Philippe von Orleans beabsichtigte Steuererhöhung. Der Regent sandte daraufhin den Marschall von Frankreich Pierre de Montesquiou d’Artagnan, Graf von Montesquiou und Cousin von Charles d’Artagnan de Batz-Castelmore, in die Bretagne, um die Steuern notfalls mit Gewalt einzutreiben. Die bretonischen Stände wurden im Juni 1718 nochmals in Dinan einberufen, verweigerten aber erneut Steuererhöhungen, worauf einige besonders widerspenstige bretonische Adlige exiliert wurden.
Das förderte Separationsbestrebungen unter den bretonischen Adeligen, die mit den Spaniern Kontakte aufnahmen und die Cellamare-Verschwörung unterstützten. Eine zentrale Figur war dabei der Marquis de Pontcallec, der aus einer angesehenen bretonischen Familie stammte und das Château de Pontcallec in Berné bei Vannes besaß. Er setzte seine Pläne zu einem Aufstand auch fort, nachdem die Cellamare-Verschwörung Ende des Jahres 1718 aufgeflogen war. Als staatliche Steuereinnehmer überfallen wurden, marschierte im September 1719 Marschall Montesquiou mit 15.000 Mann in Rennes ein. Nachdem eine beabsichtigte Landung von 2000 Mann irischer Truppen durch die Spanier, die mit Frankreich im Krieg lagen (Krieg der Quadrupelallianz), angesichts der Kräfteverhältnisse rückgängig gemacht wurde (die Aufständischen hatten versäumt, ernsthaften militärischen Widerstand in den eigenen Reihen zu organisieren) wurden Pontcallec und andere Verschwörer Ende 1719 verhaftet. 23 Verschwörer wurden in Nantes angeklagt, davon 16 prozessabwesende Geflohene, und vier zum Tode verurteilt, darunter Pontcallec. Sie wurden in Nantes am 26. März 1720 enthauptet. Bald darauf hatte der Regent mit dem Zusammenbruch des Finanzsystems von John Law andere Probleme, und die Steuererhöhungen in der Bretagne wurden zurückgenommen. Die Geflohenen konnten nach zehn Jahren aus dem Exil zurückkehren.

## Künstlerische Verarbeitung
Pontcallec wurde ein bretonischer Volksheld, der beispielsweise in einem der in den Barzaz Breiz von Théodore Hersart de La Villemarqué gesammelten bretonischen Balladen besungen wurde (Marv Pontkalleg). Diese Ballade wurde unter anderem von Alan Stivell interpretiert. Auch bretonische Historiker und Nationalisten sahen in ihm ein letztes Opfer des Kampfes um bretonische Unabhängigkeit vom französischen Zentralstaat.
Die Verschwörung spielt eine Rolle im Roman Une fille du Régent (1845) von Alexandre Dumas und wurde verfilmt in Wenn das Fest beginnt … (Que la fête commence …) von Bertrand Tavernier (1975), mit Philippe Noiret als dem Regenten, Jean Rochefort als dessen Minister Abbé Dubois und Jean-Pierre Marielle als Pontcallec.